# Antiinflamator
Antiinflamatoarele sunt medicamente utilizate pentru reducerea sau împiedicarea inflamației. În această categorie sunt incluse antiinflamatoare steroidiene (corticosteroizi), dar și unele medicamente cu proprietăți analgezice și antipiretice, denumite antiinflamatoare nesteroidiene. Alte analgezice, precum analgezicele opioide, care reduc durerea prin mecanism central, nu au efect antiinflamator.
Antiinflamatoarele sunt utilizate ca tratament simptomatic, reducând atunci când este necesar simptomatologia inflamației, însă nu tratează cauza inflamației.

## Clasificare

### Antiinflamatoare nesteroidiene

Ibuprofenul, un AINS, este unul dintre cele mai cunoscute și utilizate antiinflamatoare

Antiinflamatoarele nesteroidiene (AINS) sunt medicamente antiinflamatoare, analgezice și antipiretice, efectul antiinflamator realizându-se prin inhibarea unei enzime denumită ciclooxigenază (COX, în special izoenzimele COX-1 și COX-2). Pe scurt, COX participă la sinteza prostaglandinelor, care sunt substanțe endogene pro-inflamatorii (induc inflamație). Prin inhibarea formării prostaglandinelor, AINS scad durerea și inflamația.
Pe de altă parte, există și medicamente analgezice-antipiretice care nu prezintă efect antiinflamator sau la care acest efect este diminuat semnificativ. Un exemplu este paracetamolul (sau acetaminofenul), despre care s-a demonstrat că inhibă recaptarea endocanabinoizilor, ceea ce duce doar la un efect analgezic și lipsa unui efect antiinflamator. În practica medicală se observă adesea asocierea paracetamolului cu un AINS pentru efectul antiinflamator, dar și pentru potențarea efectul analgezic al celor două.

### Antiinflamatoare steroidiene

Dexametazona este un corticosteroid

Antiinflamatoarele steroidiene (denumite și glucocorticoizi) sunt medicamente care au efect antiinflamator și imunosupresor, fiind utilizate în diverse boli patologii inflamatorii și autoimune.